# Faculdade de Odontologia de Ribeirão Preto da Universidade de São Paulo
A Faculdade de Odontologia de Ribeirão Preto da Universidade de São Paulo é uma unidade da Universidade de São Paulo, localizada na cidade de Ribeirão Preto, São Paulo. A Faculdade de Odontologia de Ribeirão Preto oferece, 80 vagas para o curso de graduação em Odontologia por ano.

## História
Em primeiro de junho de 1924, um grupo de intelectuais fundou a Escola de Pharmácia e Odontologia de Ribeirão Preto, um pioneirismo na região Alta Mogiana, localizada no nordeste do estado. Ambos os cursos foram reconhecidos por ato do Ministro da Justiça em de março de 1928.
Até 1958, a escola permeneceu sob da Associação de Ensino de Ribeirão Preto. Em 6 de dezembro de 1958, pela Lei 5015, foi incorporada ao Sistema Estadual de Ensino Superior, como um Instituto Isolado. Prof. Dr. Francisco Degni foi o primeiro diretor e decano da Faculdade de Odontologia da USP.
Foi incorporada à Universidade de São Paulo, havendo integração com Campus da USP de Ribeirão Preto, em 30 de dezembro de 1974, pelo Decreto nº 5407.

## Desmembramento
Até 1983, os dois cursos formavam uma única Faculdade. Em 10 de março, com um decredo Governador José Maria Marin, houve desmembramento entre a Faculdade de Ciências Farmacêuticas de Ribeirão Preto e Faculdade de Odontologia de Ribeirão Preto.
O corpo docente da Faculdade é constituído por 88 professores, 70% deles estão em Regime de Dedicação Integral à Docência e à Pesquisa. Possuem título de Livre-Docente, Doutor ou Titular 91,25% do corpo docente.
Existem 197 consultórios instalados em 7 clínicas que atendem alunos do curso de especialização, graduação e pós-graduação.